# 桜色クリシェ
「桜色クリシェ」は、akiの楽曲。2018年5月2日に4thシングルとしてクロコダイルレコードより発売、ユニバーサルミュージックより販売された。

## 概要
aki盤(POCS-1687)、鹿楓堂よついろ日和盤(POCS-1688)の2形態で発売。
表題曲はテレビアニメ『鹿楓堂よついろ日和』のオープニングテーマ。カップリングである「迷宮」は本名である出口陽名義の曲となっており、映画『私は絶対許さない』の主題歌として使用されている。

## 収録曲
| #         | タイトル                           | 作詞      | 作曲      | 編曲       | 時間  |
| --------- | ---------------------------------- | --------- | --------- | ---------- | ----- |
| 1.        | 「桜色クリシェ」                   | ココ亜    | 手塚祐太  | 悠木真一   | 4:29  |
| 2.        | 「迷宮」(歌：出口陽)               | 近藤薫    | 近藤薫    | 沢頭たかし | 5:35  |
| 3.        | 「クリオネの灯り (Acoustic ver.)」 |           |           |            | 1:30  |
| 4.        | 「桜色クリシェ」(Instrumental)     |           |           |            | 4:29  |
| 5.        | 「迷宮」(Instrumental)             |           |           |            | 5:32  |
| 合計時間: | 合計時間:                          | 合計時間: | 合計時間: | 合計時間:  | 21:35 |